# Kaple Panny Marie (Křižanov)
Kaple Panny Marie je římskokatolická kaple v Křižanově, vesnici patřící do obce Hořičky. Patří do farnosti Hořičky. Vlastníkem kaple je obec Hořičky.

## Historie
Podle oficiálních stránek obce je kaple z roku 1838.

## Bohoslužby
Pravidelné bohoslužby se v kapli nekonají.